# Cosoleto
Cosoleto (Cosolìtu in calabrese) è un comune italiano di 743 abitanti della città metropolitana di Reggio Calabria in Calabria.

## Geografia fisica
È situato nella fascia di colline pre-aspromontane che coronano la piana di Gioia Tauro, sul cui paesaggio si affaccia. La sua economia è prevalentemente agricola, basata sulla coltura dell'ulivo (varietà Sinopolese e Ottobratica, i cui boschi secolari di alte piante (spesso superano i 20 metri) ricoprono le pendici collinari e caratterizzano il paesaggio del territorio.

## Storia
Cosoleto, detto anche "Cosolitu"o "Cosalitu", fu dato in feudo nel 1467 da Ferrante I alla famiglia Clever, poi confluita nella famiglia dei baroni Spinelli. Nel 1566 il feudo fu venduto dagli Spinelli alla famiglia dei principi Ruffo, che lo mantennero fino al 1639, anno in cui fu venduto alla famiglia dei Francoperta. Nel 1703, con la morte del principe Giuseppe, si estinse la linea maschile dei feudatari Francoperta. Il feudo passò sotto la famiglia dei Tranfo.
La storia di Sitizano fu invece legata da tempi innemorabili, in qualità di casale, a quella di Santa Cristina, feudo prima della Conti Ruffo di Sinopoli e successivamente, dal 1495, dei Conti Spinelli. Se ne staccò nel periodo 1666 - 1670, anche se gli Spinelli pervennero a venderlo come feudo alla famiglia Taccone solo nel 1648, a seguito del quale la famiglia Taccone assunse il titolo di Marchesi di Sitizano.
L'intero territorio fu molto condizionato dalla dominazione bizantina e, fino alla fine del XVI secolo, era di lingua e cultura greca e professava il rito bizantino.
Nel 1783 un terremoto catastrofico rase al suolo Cosoleto, assieme a molti alti centri della fascia tirrenica. Il terremoto distrusse il vecchio castello e il Monastero, fondato da padre Beneventura, cui era annessa la chiesa di San Nicolò.
I cittadini, sostenuti dai Principi Tranfo, lo ricostruirono in un luogo sicuro e riparato, appunto su una collina. Divenne comune nel 1806.
Nel primo, ma soprattutto a partire dal secondo dopoguerra ha subito un forte flusso migratorio della sua popolazione, con un forte declino del numero di abitanti.

### Simboli
Lo stemma e il gonfalone sono stati concessi con decreto del presidente della Repubblica del 20 novembre 2000.
Il gonfalone è un drappo di azzurro.

## Monumenti e luoghi d'interesse

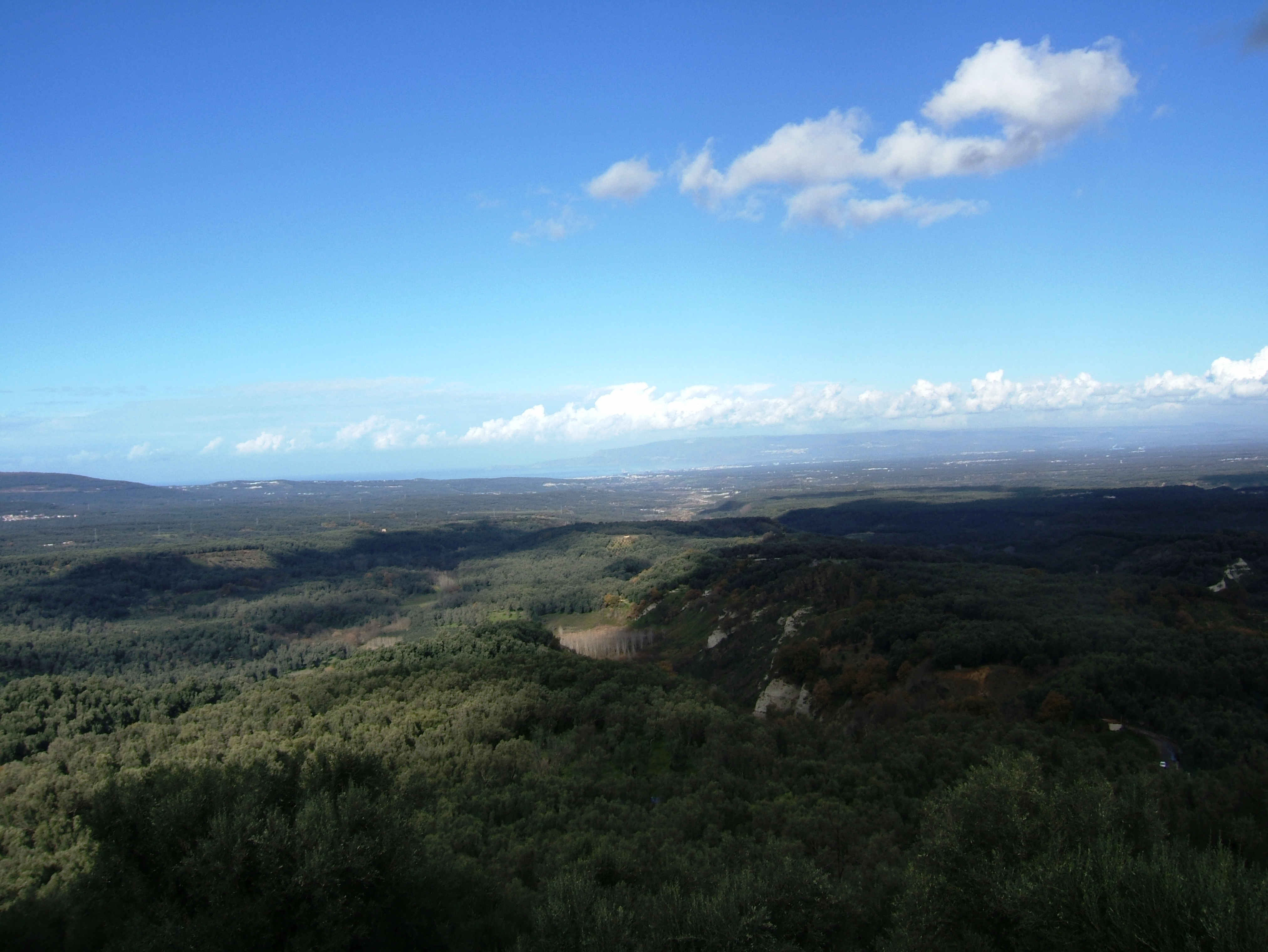
Vista da Cosoleto sulla Piana di Gioia Tauro.

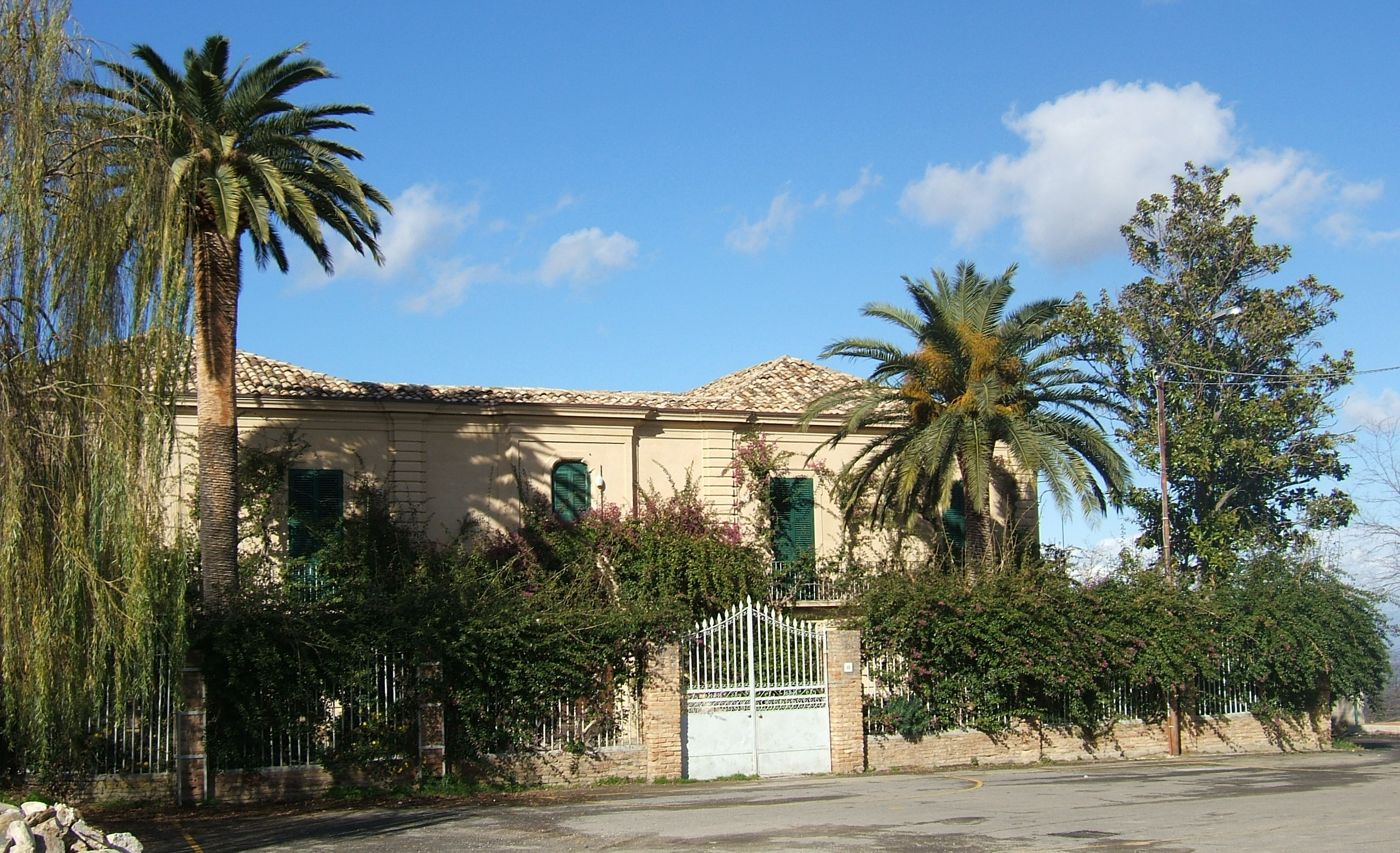
Villa Marchesi Taccone a Sitizano di Cosoleto (RC)

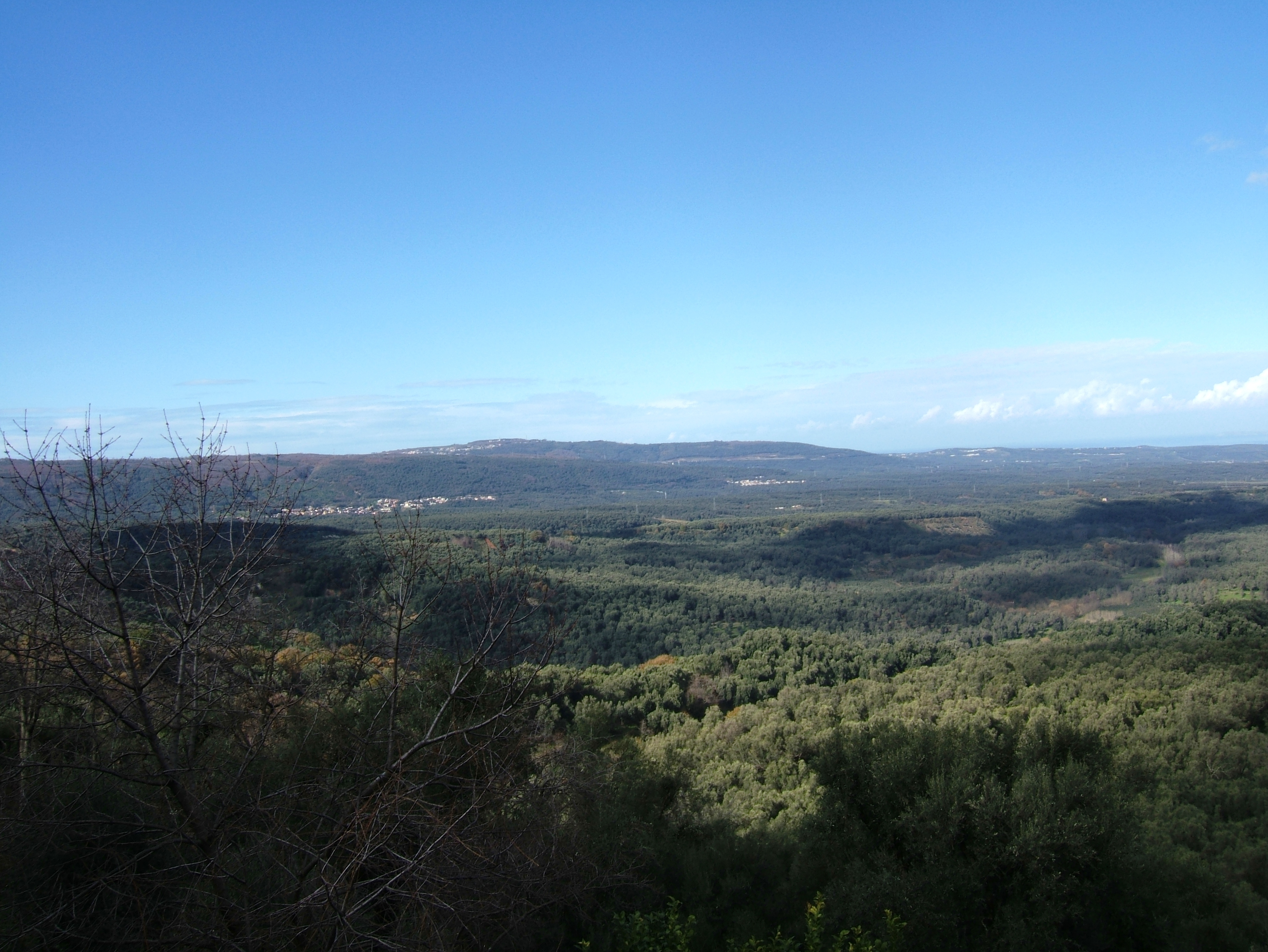
Foreste di Ulivi a Cosoleto (RC)

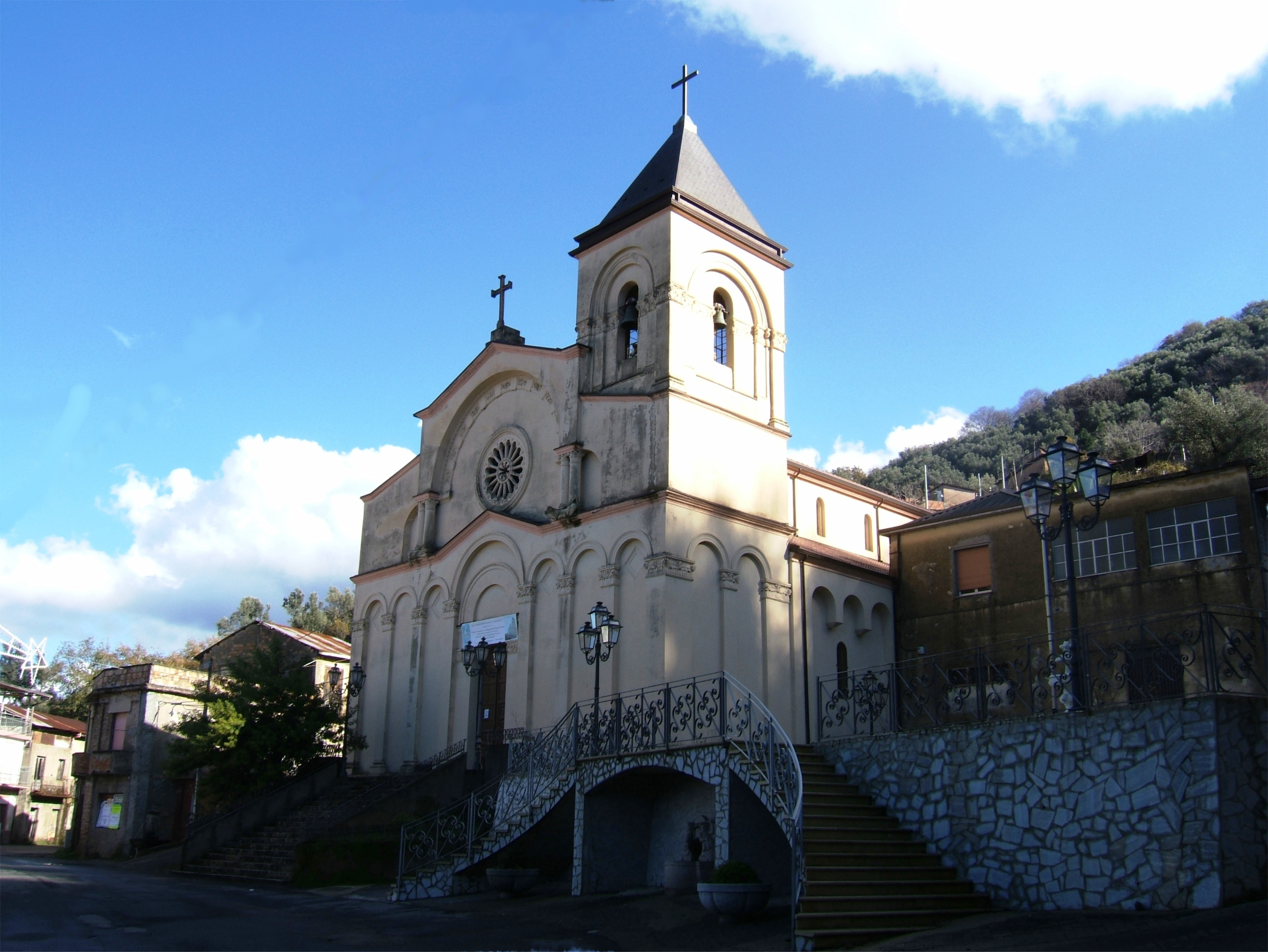
Santuario San Rocco ad Acquaro di Cosoleto

### Architetture religiose
- Nuova chiesa di Santa Maria delle Grazie;
- Vecchia chiesa di Santa Maria delle Grazie;
- Santuario di San Rocco, nella frazione di Acquaro;
- Chiesa di Santa Domenica, nella frazione di Sitizano.

## Società

### Evoluzione demografica
Abitanti censiti

### Religione
La religione più diffusa è quella cattolica di rito romano. Il comune fa parte della diocesi di Oppido Mamertina-Palmi e del vicariato di Palmi. Il territorio comunale è attualmente suddiviso in due parrocchie, quella intitolata a Santa Domenica (a Sitizano) e quella dedicata a Santa Maria delle Grazie.

### Tradizioni e folclore
Sono numerose le tradizioni di Cosoleto, soprattutto legate a festeggiamenti religiosi. La più importante di esse è la festa di San Rocco, celebrata il 16 agosto nella frazione di Acquaro, con solenne processione della statua del santo per le vie del paese, meta di pellegrinaggi di fedeli provenienti da tutta la piana.

## Geografia antropica

### Frazioni
Le frazioni di Cosoleto sono:
- Acquaro, che ospita un importante Santuario dedicato a San Rocco, risalente al 1500;
- Sitizano, sede patrizia dei marchesi Taccone.

## Infrastrutture e trasporti
Il comune è interessato dalle seguenti direttrici stradali:
- di Bagnara Calabra e Bovalino

## Amministrazione
| Periodo          | Periodo          | Primo cittadino                                    | Partito              | Carica                    | Note                 |
| ---------------- | ---------------- | -------------------------------------------------- | -------------------- | ------------------------- | -------------------- |
| 27 giugno 1985   | 14 luglio 1990   | Attilio Russo                                      | Democrazia Cristiana | Sindaco                   | [ 14 ]               |
| 14 luglio 1990   | 13 gennaio 1992  | Attilio Russo                                      | Democrazia Cristiana | Sindaco                   | [ 14 ]               |
| 13 gennaio 1992  | 24 febbraio 1992 | Leonardo Richichi                                  |                      | Commissario prefettizio   | [ 15 ]               |
| 24 febbraio 1992 | 18 ottobre 1992  | Leonardo Richichi                                  |                      | Commissario straordinario | [ 16 ]               |
| 23 ottobre 1992  | 26 febbraio 1994 | Giovanni Leale                                     | Indipendente         | Sindaco                   | [ 17 ] [ 18 ]        |
| 26 febbraio 1994 | 8 settembre 1997 | Luigi Carmelitano                                  | Indipendente         | Sindaco                   | [ 19 ]               |
| 8 settembre 1997 | 17 novembre 1997 | Patrizia Adorno Antonio Festa Gianfranco Ielo      |                      | Commissari straordinari   | [ 20 ] [ 21 ] [ 22 ] |
| 17 novembre 1997 | 25 maggio 1998   | Gianfranco Ielo                                    |                      | Commissario prefettizio   | [ 23 ]               |
| 25 maggio 1998   | 26 gennaio 1999  | Attilio Russo                                      | Lista civica         | Sindaco                   | [ 24 ] [ 14 ]        |
| 26 gennaio 1999  | 2 marzo 1999     | Gianfranco Ielo                                    |                      | Commissario prefettizio   | [ 25 ]               |
| 2 marzo 1999     | 14 giugno 1999   | Gianfranco Ielo                                    |                      | Commissario straordinario | [ 26 ]               |
| 14 giugno 1999   | 11 novembre 2002 | Attilio Russo                                      | Lista civica         | Sindaco                   | [ 27 ] [ 14 ]        |
| 27 maggio 2003   | 15 aprile 2008   | Angelo Surace                                      | Lista civica         | Sindaco                   | [ 28 ]               |
| 15 aprile 2008   | 28 maggio 2013   | Antonino Gioffrè                                   | Lista civica         | Sindaco                   | [ 29 ]               |
| 28 maggio 2013   | 11 giugno 2018   | Antonino Gioffrè                                   | Lista civica         | Sindaco                   | [ 31 ]               |
| 11 giugno 2018   | 23 novembre 2022 | Antonino Gioffrè                                   | Lista civica         | Sindaco                   | [ 32 ] [ 33 ]        |
| 23 novembre 2022 | in carica        | Francesco Battaglia Emma Caprino Salvatore Tedesco |                      | Commissari straordinari   | [ 34 ] [ 35 ] [ 36 ] |